# ایالات متحده آمریکا در المپیک تابستانی ۱۹۶۸
ایالات متحده آمریکا در بازی‌های المپیک تابستانی ۱۹۶۸ که در مکزیکو سیتی مکزیک برگزار شد، با ۳۵۷ ورزشکار (۲۷۴ مرد، ۸۳ زن) در ۱۸ رشته ورزشی شرکت نمود و موفق به کسب ۱۰۷ مدال (۴۵ طلا، ۲۸ نقره، ۳۴ برنز) شد که در رتبه ۱ مسابقات قرار گرفت.